# 科圖伊坎河
科圖伊坎河是俄羅斯的河流，屬於科圖伊河的右支流，由克拉斯諾亞爾斯克邊疆區負責管轄，河道全長237公里，流域面積3,870平方公里，河水主要來自雨水和融雪。